# Leatherman

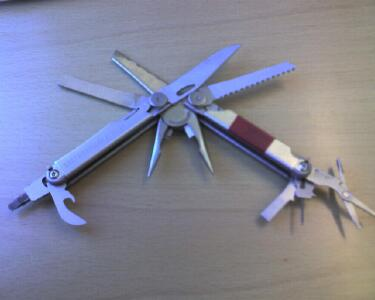
A Leatherman Wave kihajtott állapotban

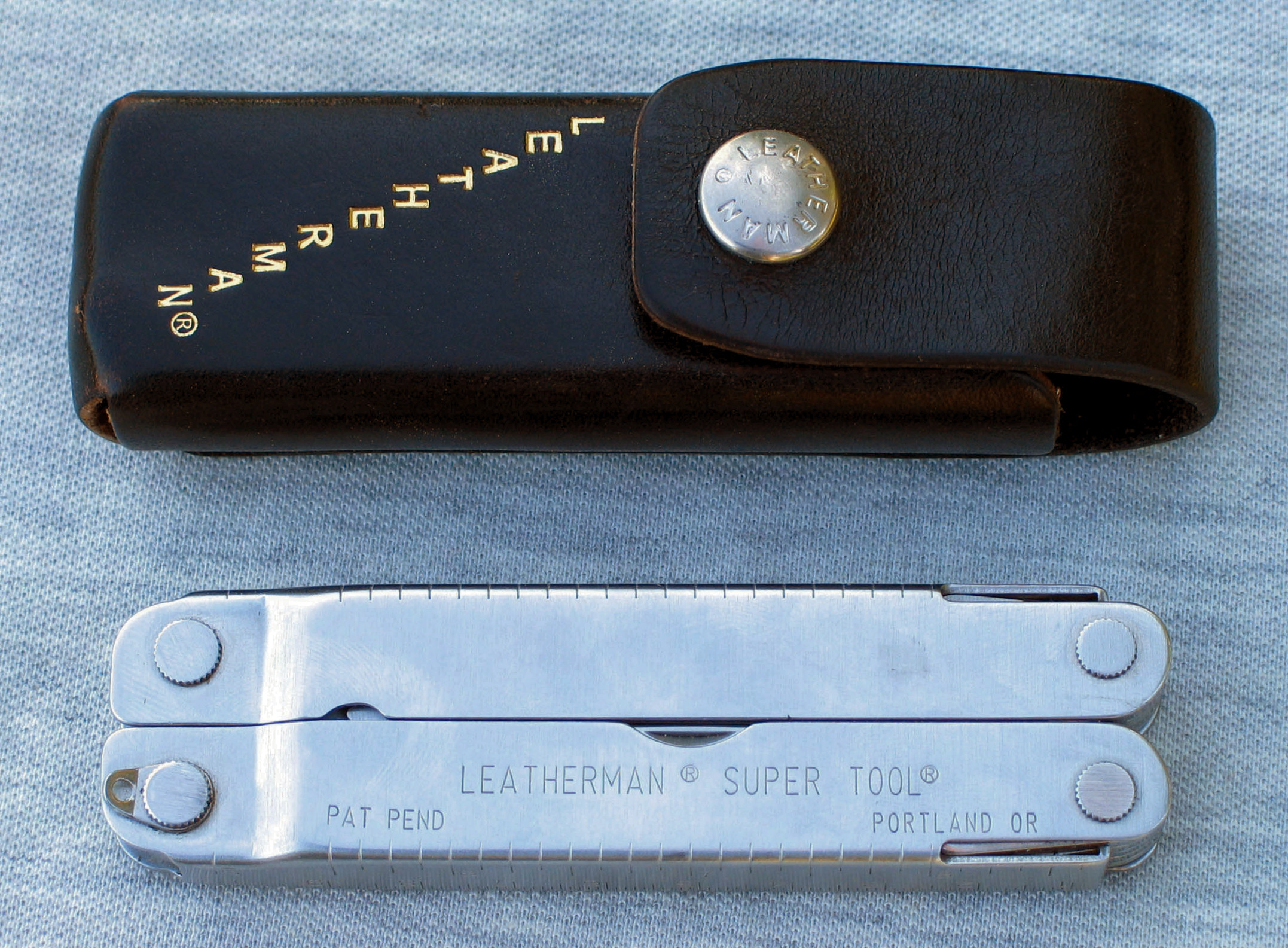
Leatherman Super Tool és az övtok

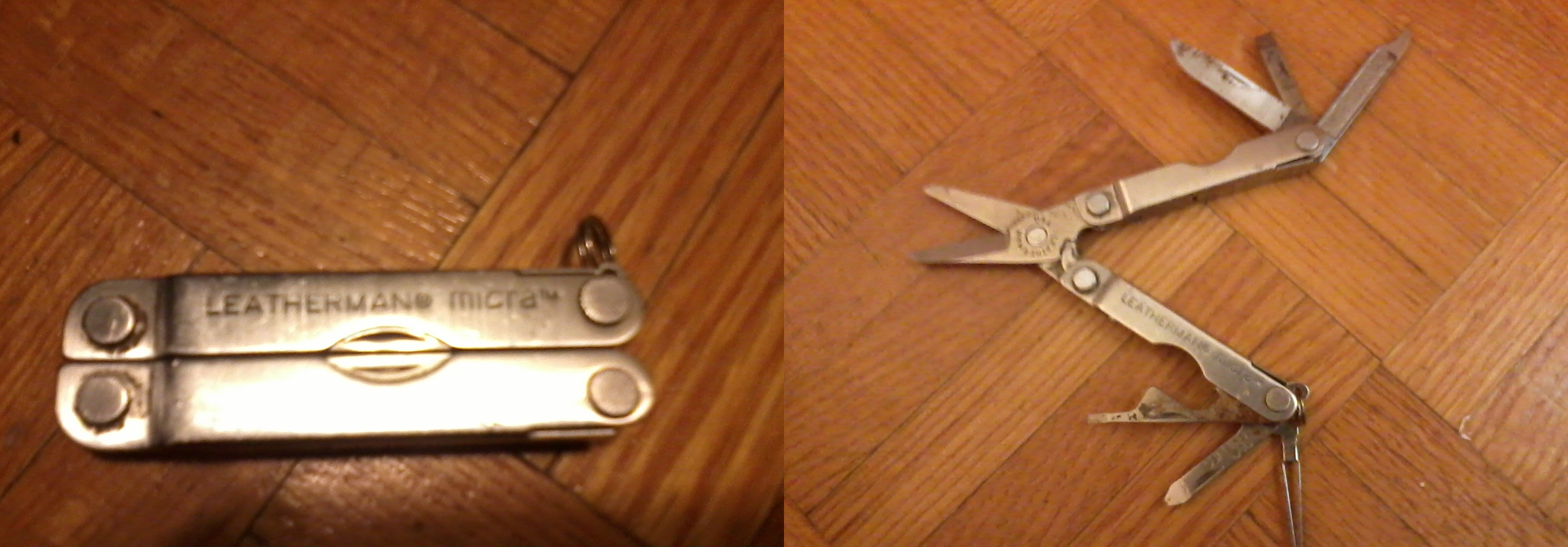
Leatherman Micra, mind nyitva, mind zárt állapotban

A Leatherman a kereskedelmi megnevezése annak a multifunkcionális kéziszerszámokat gyártó vállalatnak, amelynek neve Leatherman Tool Group. A vállalat székhelye az Egyesült Államokbeli Oregon állam legnépesebb városában, Portlandben található. A céget 1983 júliusában alapította Timothy S. Leatherman és Steve Berliner azzal az ötlettel, hogy hordozható, többfunkciós szerszámokat kellene gyártani. Még ebben az évben a Leathermann piacra dobta első PST (Pocket Survival Tool-Zseb Túlélőszerszám) többfunkciós szerszámát. 
A vállalat közel harmincéves múltra tekinthet vissza, amely során közvetlenül irányították új külsejű szerszámaikkal a többfunkciós kéziszerszámok piacát, melynek elsődleges felhasználói a katonák, illetve a különféle mentési munkálatokban résztvevők.

## A vállalat története
Timothy S. Leatherman 1970-ben végzett az Oregon Állami Egyetemen gépészeti szakon, majd később üzleti partnerével, Steve Berlinerrel létrehozták a Leatherman céget 1983-ban. 
Leathermant az európai és közel-keleti utazásai során látott cserkészmozgalmak zsebkései inspirálták, amelyekkel különféle javításokat, illetve barkácsolásokat tudtak végrehajtani azok használói. Számos évet töltött a "Mr Crunch" nevű prototípusának kialakításával, majd 1980-ban megkapta első az Egyesült Államokra vonatkozó szabadalmát. Kisebb finomítások után a Leatherman cég 1983-ban dobta piacra első többfunkciós szerszámát. A Leatherman cég közel 30000 darab szerszámot adott el 1984-ben, amely termelésnövelést okozott a cégnél. Manapság a Leatherman vállalat egyetlen gyárüzeme az oregoni Portlandben működő üzem, amely a szezonális megrendelésektől függően, akár 17000 szerszámot is képes legyártani hetente. A Leatherman bekerült a Blade magazin Vágóeszközök Csarnokába annak elismeréseképpen, ahogyan a cég által gyártott termékek hatást gyakoroltak a vágóeszközök készítésére és formatervezésére.
2005-ben az összecsukható kések gyártása is bekerült a cég által gyártott termékek sorába. A vállalat a multifunkciós eszközök gyártásán túl kiegészítőket is gyárt az eszközeit felhasználók számára, melyek ezen eszközök szállítására és funkcióinak kiegészítésére alkalmasak. 2011 februárjában a Leatherman 50 országban árulta termékeit, míg piacának 55%-a származott az Egyesült Államokból.

## Termékeinek listája
A Leathermann elsődlegesen többfunkciós kéziszerszámokat gyárt, de az utóbbi években már összecsukható kések is bekerültek a kínálatba. Az általuk gyártott eszközök összesen 21 szerszámot tartalmaznak, ám mindegyik termékük más-más felszereltséggel bír. A többfunkciós eszközeik elsődlegesen fogók, de tartalmaznak még általában fűrészeket, késeket, csavarhúzokat és drótvágókat. A legtöbb eszközt egy biztonsági pozícióba lehet összehajtani, amikor nem használjuk.
| Név            | Típus         | Debütálás | Gyártás vége |
| -------------- | ------------- | --------- | ------------ |
| PST            | Teljes méretű | 1983      | 2004         |
| PST II         | Teljes méretű | 1996      | 2004         |
| Wave           | Teljes méretű | 1998      | -            |
| Sideclip       | Teljes méretű | 1998      | 2004         |
| Crunch         | Teljes méretű | 1999      | -            |
| Flair          | Teljes méretű | 1999      | 2004         |
| Pulse          | Teljes méretű | 2000      | 2004         |
| Blast          | Teljes méretű | 2004      | -            |
| Surge          | Teljes méretű | 2005      | -            |
| Core           | Teljes méretű | 2005      | 2009         |
| Kick           | Teljes méretű | 2004      | 2012         |
| Fuse           | Teljes méretű | 2004      | 2012         |
| Charge Ti      | Teljes méretű | 2004      | 2008         |
| Charge XTi     | Teljes méretű | 2004      | 2008         |
| Charge AL      | Teljes méretű | 2007      | -            |
| Charge ALX     | Teljes méretű | 2007      | -            |
| Charge TTi     | Teljes méretű | 2007      | -            |
| Super Tool     | Teljes méretű | 1994      | 2001         |
| Super Tool 200 | Teljes méretű | 2001      | 2005         |
| Super Tool 300 | Teljes méretű | 2009      | -            |
| ST3 EOD        | Teljes méretű | 2010      | -            |
| Skeletool      | Teljes méretű | 2007      | -            |
| Skeletool CX   | Teljes méretű | 2007      | -            |
| Wingman        | Teljes méretű | 2011      | -            |
| Sidekick       | Teljes méretű | 2011      | -            |
| MUT            | Katonai célra | 2010      | -            |
| MUT EOD        | Katonai célra | 2010      | -            |
| Mini Tool      | Zseb          | 1986      | 2004         |
| Freestyle      | Zseb          | 2009      | -            |
| Freestyle CX   | Zseb          | 2009      | 2012         |
| Juice KF4      | Zseb          | 2001      | 2005         |
| Juice C2       | Zseb          | 2001      | -            |
| Juice S2       | Zseb          | 2001      | -            |
| Juice Cs4      | Zseb          | 2001      | -            |
| Juice Xe6      | Zseb          | 2001      | -            |
| Juice Pro      | Zseb          | 2002      | 2003         |
| Juice SC2      | Zseb          | 2003      | 2005         |
| Micra          | Keychain      | 1996      | -            |
| Squirt P4      | Keychain      | 2002      | 2010         |
| Squirt S4      | Keychain      | 2002      | 2010         |
| Squirt E4      | Keychain      | 2003      | 2010         |
| Squirt ES4     | Keychain      | 2010      | -            |
| Squirt PS4     | Keychain      | 2010      | -            |
| Style          | Keychain      | 2010      | -            |
| Style CS       | Keychain      | 2010      | -            |
| Rebar          | Teljes méretű | 2012      | -            |
| OHT            | Katonai célra | 2012      | -            |

## Fordítás
Ez a szócikk részben vagy egészben  a   Leatherman című angol Wikipédia-szócikk ezen változatának fordításán alapul.  Az eredeti cikk szerkesztőit annak laptörténete sorolja fel. Ez a jelzés csupán a megfogalmazás eredetét és a szerzői jogokat jelzi, nem szolgál a cikkben szereplő információk forrásmegjelöléseként.